# Ulrich Benjamin Kaupp
Ulrich Benjamin Kaupp (* 13. April 1949 in Tübingen) ist ein deutscher Chemiker und Biophysiker.

## Leben und Karriere
Ulrich Benjamin Kaupp schloss sein Chemiestudium an der Universität Tübingen und der Technischen Universität Berlin im Jahr 1974 und seine Promotion zum Dr. rer. nat. in Berlin im Jahr 1979 ab. Darauf folgte eine Tätigkeit als Postdoktorand in Stony Brook und Osnabrück, wo er sich 1983 habilitierte. Nach Aufenthalten in den USA und in Japan wurde er 1988 Professor für Biophysik in Köln und gleichzeitig Direktor am Institut für Neurowissenschaften und Biophysik des Forschungszentrums Jülich. Seit 2007 ist er wissenschaftliches Mitglied der Max-Planck-Gesellschaft und seit 2008 wissenschaftlicher Direktor und Leiter der Abteilung Molekulare Neurosensorik am Forschungszentrum caesar in Bonn. Dort ist er ebenfalls seit 2008 Professor.

## Mitgliedschaften und Auszeichnungen
Kaupp ist seit 1978 Mitglied des akademischen Senats der TU Berlin und hat 1987 den Alcon Forschungspreis gewonnen. Seit 2005 ist er Mitglied der Deutschen Akademie der Naturforscher Leopoldina und seit 2013 der Nordrhein-Westfälischen Akademie der Wissenschaften und der Künste.

## Wissenschaftliche Arbeitsgebiete
Kaupp beschäftigt sich mit der Biophysik sensorischer Systeme. Er studiert die Physiologie verschiedener Rezeptoren und Ionenkanäle und deren Rolle bei der Signaltransduktion. Er arbeitet außerdem zu Zellbeweglichkeit und Chemotaxis.  Seine Erstbeschreibung der Modulation der  Aktivität von Cyclischem Adenosinmonophosphat durch Licht war nach Meinung vieler Wissenschaftler ein Durchbruch.